# Drummelholm
Drummelholm ist eine kleine unbewohnte dänische Insel südlich von Lolland. Die Insel gehört zum Kirchspiel Tågerup (Tågerup Sogn in der Harde Fuglse Herred im damaligen Maribo Amt) und gehörte ab 1970 zur damaligen Rødby Kommune im damaligen Storstrøms Amt, die mit der Kommunalreform zum 1. Januar 2007 in der Lolland Kommune in der Region Sjælland aufging. Drummelholm gehört mit den benachbarten Inseln Storeager, Lilleager und Hyllekrog zum Naturschutzgebiet Hyllekrog.